# Eunemorilla peruviana
Eunemorilla peruviana là một loài ruồi trong họ Tachinidae.